# The Ghost Note Symphonies, Vol 1
The Ghost Note Symphonies, Vol 1 è una raccolta del gruppo musicale melodic hardcore punk statunitense Rise Against, uscito il 27 luglio 2018 dalla Virgin Records.
L'album è stato registrato alla Blasting Room in Fort Collins, in Colorado, con i produttori Bill Stevenson e Jason Livermore i quali collaborarono con la band per gli album Revolutions per Minute, The Sufferer & the Witness, Appeal to Reason, Endgame, The Black Market, e furono anche tra i produttori di Long Forgotten Songs: B-Sides & Covers 2000-2013.
Il 18 maggio 2018 è stata pubblicata la versione acustica di House on Fire (originariamente tratto dall'ottavo album del gruppo Wolves), mentre l'8 giugno 2018 è stata la volta di quella di Like the Angel (originariamente tratto dall'album Revolutions per Minute), promosso dal relativo videoclip.
Il 13 luglio esce il brano Voices Off Camera , in versione acustica. Anche questo brano fa parte dell'album Revolutions per Minute e viene annunciato tramite un video Trailer sulla pagina Facebook della band.
Il 26 luglio 2018 viene pubblicato il video (visualizer) di Miracle, originariamente contenuta nell'album Wolves, rivisitata in versione acustica.

## Contesto
Il 30 marzo 2018 viene pubblicato sulla pagina Facebook del gruppo un video con un estratto della canzone Like the Angel in versione acustica. Il video rappresenta l'anteprima del primo volume della raccolta The Ghost Note Symphonies, vol 1.
Il 18 maggio tramite la pagina Facebook ufficiale della band viene presentato il primo brano estratto, House on Fire, brano dell’album Wolves in versione acustica e viene confermato che l’album è «una raccolta con strumentazione alternativa»:

| Recensione   | Giudizio |
| ------------ | -------- |
| AllMusic     | [ 11 ]   |
| Sound of Pen | [ 12 ]   |
| Rocknloadmag | [ 13 ]   |
| Vulturehound | [ 14 ]   |

## Tracce[15]
1. The Violence – 4:21
2. Audience of One – 4:09
3. Faint Resemblance – 2:22
4. House on Fire – 3:24
5. Like the Angel – 3:15
6. Miracle – 4:02
7. Savior – 4:54
8. Wait for Me – 3:51
9. Far from Perfect – 3:53
10. Voices Off Camera – 3:01

## Classifiche
| Classifica                  | Posizione massima |
| --------------------------- | ----------------- |
| Australia                   | 72                |
| Belgio (Fiandre)            | 66                |
| Canada (Billboard)          | 22                |
| Germania                    | 9                 |
| Scozia                      | 86                |
| Stati Uniti (Billboard 200) | 55                |

## Formazione
- Tim McIlrath – voce, chitarra
- Zach Blair – chitarra, cori
- Joe Principe – basso, cori
- Brandon Barnes – batteria, percussioni